# Jak X
Jak X (Jak X: Combat Racing) è il primo spin-off della serie Jak and Daxter, lanciato dalla Naughty Dog nel 2005.
Per la prima volta nella saga di Jak and Daxter è disponibile la modalità multigiocatore, sia locale per 2 giocatori sia online fino a 6 partecipanti. Inoltre è possibile collegare la PSP alla PlayStation 2, mediante cavo USB, usando il gioco Daxter per sbloccare personaggi e contenuti extra. Usando un salvataggio di Ratchet: Gladiator sulla memory card si può appunto sbloccare l'eroico Lombax, Ratchet.
Il 6 dicembre 2017 viene pubblicata sul PlayStation Store della PlayStation 4 una versione in 1080p e supporto completo per i trofei PSN di Jak X.
In Jak X per PS4, per sbloccare i personaggi di Daxter (Taryn, Kaeden, Ximon e Osmo) e la Daxtermobile basta avere un salvataggio di Uncharted: The Nathan Drake Collection, mentre per ottenere Ratchet (di Ratchet: Gladiator) basta avere un salvataggio di Ratchet & Clank.
Inoltre, con un salvataggio su PS4 di Jak and Daxter: The Precursor Legacy è possibile ottenere Jak con la skin del primo capitolo, con un salvataggio di Jak II: Renegade Jak con la skin del secondo e con un salvataggio di Jak 3 Jak con la skin del terzo come personaggi aggiuntivi.

## Trama
Jak e i suoi amici, dopo gli avvenimenti di Jak 3, vengono invitati a Kras city, nota città del crimine, per la lettura del testamento di Krew, morto in Jak II: Renegade.
Dopo il loro arrivo, scoprono di essere stati invitati dalla figlia di Krew, Rayn, che propone a tutti i presenti di fare un brindisi. Dopo aver bevuto procedono a vedere in ologramma il testamento di Krew. Qui quest'ultimo fa un discorso in cui dice che anche da morto vuole mettere insieme una squadra di corridori per vincere la coppa di Kras city. La proposta viene accolta da un gran numero di rifiuti, ma Krew spiega che, brindando alla sua memoria, hanno bevuto un veleno potentissimo, di cui solo lui e i suoi soci conoscono l'antidoto.
L'intera squadra è dunque costretta a gareggiare per la vita, incontrando vari personaggi che proveranno a ostacolarli, come Razor, o vecchie conoscenze, come Sig.
Una volta avuto l'antidoto, G.T Blitz, il presentatore delle corse assassine, definito più volte da Daxter una "faccia di bronzo", si rivela essere Mizo, un misterioso e potentissimo boss della mafia che ruba l'antidoto. Dopo un inseguimento viene ucciso da Jak, che così recupera l'antidoto.
Si scopre anche che Rayn, divenuta oramai la boss del crimine di Kras City, non aveva bevuto il veleno. La donna lascia fortunatamente andare Jak e i suoi amici.

## Veicoli
Molti veicoli sono sbloccabili o acquistabili nel corso dell'avventura, alcuni sono invece segreti e sbloccabili solo dopo aver raggiunto particolari obbiettivi.
Veicoli classe A:
- Rompiasfalto (Road Blade)
- Distruttore (Basher)
- Libellula (Dragonfly)
- Howler '99

Veicoli classe B:
- Macinastrada (Street Grinder)
- Martello (Hammer Head)
- Pipistrello di fuoco (Firebat)
- Bolide (Roadhog)

Veicoli classe C:
- Javelin X
- Anvil RTX
- Siluro (Boomer)
- Havok V12

Veicoli speciali:
- Squalo (Sand Shark)
- Naughty Dog
- Daxtermobile

## Power up
Nel corso di una gara Jak, o il pilota selezionato, può fare uso di vari power up, che riceverà casualmente passando sopra la dose di eco lungo il percorso.
- Eco verde - Fornisce salute al veicolo.
- Eco blu - Fornisce turbo per velocizzare il proprio veicolo. Lo si può ottenere anche facendo lunghe derapate e salti alti.
- Eco giallo - Fornisce armi che possono essere utilizzate solo per gli attacchi frontali.
- Eco rosso - Fornisce armi che possono essere usate solo per attacchi posteriori. Utile anche per seminare i missili quando si viene agganciati.
- Eco oscuro - Viene dato al giocatore in piccole quantità durante la gara. Si ottiene incassando colpi dai nemici o distruggendo gli altri veicoli. Quando l'eco oscuro raggiunge la quantità necessaria, tutte le armi vengono potenziate diventando più pericolose e durature e il proprio veicolo viene risanato completamente.

## Accoglienza
La rivista Play Generation classificò Jak come il quinto pilota più improbabile tra i titoli disponibili su PlayStation 2.